# Романсеро
Романсеро (шп. romancero) је појам у шпанској књижевности који се односи на скуп кратких наративних песама (романси) које су настале од шпанских јуначких песама из средњег века (шп. cantares de gesta). Настале су у 14. веку и преносиле су се усмено, до 20. века када их је Рамон Менендез Пидал сакупио у једну збирку и проучио. Многе романсе потичу из 15. века и сачуване су до данашњих дана зајваљујући савременим колекционарима ових композиција, који су их куповали на вашарима у форми посебних „пресавијених табака“ (шп. pliegos sueltos) и који су од њих правили тзв. песмарице романси (шп. cancioneros de romances). Ова збирка романси народног порекла се назива Стари романсеро (шп. Romancero viejo). Међутим, током 15. века и до дан данас неки аутори као што су Лопе де Вега, Луис де Гонгора, Франсиско де Кеведо, Сор Хуана Инес де ла Круз, Анхел де Сааведра, Мигел де Унамуно, Хуан Рамон Хименез, Федерико Гарсија Лорка, Херардо Дијего, писали су романсе по угледу на народне, и група тих романси се назива Нови романсеро (шп. Romencero nuevo).
Романса се састоји из групи стихова од осам слогова тј. осмераца, у којима парни стихови имају асонанстску риму. Најстарије романсе немају поделу по строфама. Новије романсе групишу стихове по четири. Све старе романсе су написали непознати аутори и као главне теме се у њима појављују религија, рат и љубав.
Разликују се од европских балади у томе што су више нагињу реализму него фантастици и поседују много јачи драмски карактер. Стил је карактеристичан по одређеним понављањима неких синтагми у ритмичкој функцији (зелена река, зелена река), мало слободнијој употреби глаголских времена, обиљу варијанти (варијанте једне те исте романсе су различити и међусобно се преплићу, модернизују се, или завршавају на различите начине захваљујући усменом преношењу), као и честом изненадном пресеку на крају песме који обично доприноси мистификовању саме песме.
Структура је разноврсна: неке говоре о неком догађају од почетка до краја, неке су само најдраматичнија сцена неке приче која је испричана у неколико различитих романси. 
Теме су историјске, легендарне, приповедачке, лирске, и сл. Неке су служиле да известе о јуначким подвизима хришћана у току Реконкисте. Виталност шпанског романсера је велика: не само да је опстао у популарној традицији која га је усменим путем пренела до данашњих дана, него је такође био велика инспирација за многе позоришне комаде театра Златног века и преко њега, и европског театра (на пример, „Сидова младост“ Гиљена де Кастра је инспирисана истоименом романсом, а с друге стране, овај Кастров комад је био такође инспирација за Корнејевог „Сида“). Само постојање Новог романсера је доказ за ову тврдњу.
Романсе су први пут почеле да се штампају почев од 1510. године када су се појавили тзв. „пресавијени табаци“ или „плијегос суелтос“. Прва права антологија старог шпанског романсера појавила се 1547—1548. у Антверпену. Ова рекопилација садржи 156 романси и друго, поновљено издање је изашло 1550. године у Медини дел Кампо, а исте године опет у Антверпену, којем је додато још 32 романсе. Издање из 1550. године служило је као модел за још три поновљења издања из 1555, 1558. и 1581. 
Између 1548. и 1568. године било је 15 разних издања романсера, ако се узму у обзир и три поновљена издања Песамрице романси (шп. Cancionero de romances) и четири сукцесивна издања де Романси издвојених из старих историја (шп. Romances nuevamente sacados de historias antiguas). Са збирком Цвет романси (шп. Flor de romances) коју је сакупио Педро де Монкајо 1589. године започиње издавање антологија нових романси које ће чинити Општи романсеро (шп. Romancero General) издат 1600. године.